# Ochetellus glaber
Ochetellus glaber é uma espécie de formiga do gênero Ochetellus.